# Роберт Фалла
Сер Роберт Александер Фалла (англ. Robert Alexander Falla; 21 липня 1901 — 23 лютого 1979) — новозеландський орнітолог та адміністратор музею.

## Раннє життя
Фалла народилася в місті Палмерстон-Норт на Північному острові у Новій Зеландії у 1901 році в родині Джорджа Фалли та його дружини Елізабет Кірк. Оскільки його батько працював на залізниці, сім'я часто змінювала місця проживання, і він жив у Гавері, Мастертоні та Інверкаргіллі. У початковій школі в Інверкаргіллі він зацікавився природознавством під впливом Альфреда Філпотта. Фалла отримав молодшу національну стипендію та навчався в гімназії Окленда, яку закінчив у 1918 році. Кілька років він реалізовував свою мрію побувати в морі, працюючи на різних роботах, але потім почав розвивати свій інтерес до орнітології, спочатку під час заочного навчання в Оклендському університетському коледжі, а потім у Оклендському тренінговому коледжі, навчальному закладі для вчителів. Він влаштувався до університету в Окленді, який закінчив у 1924 році зі ступенем бакалавра мистецтв, а після деякого викладання в початкових школах здобув ступінь магістра мистецтв у 1927 році.

## Професійна кар'єра
Він був помічником зоолога Британської австралійсько-новозеландської антарктичної дослідницької експедиції (BANZARE) під керівництвом сера Дугласа Моусона у 1929—1931 роках. Він був президентом-засновником Орнітологічного товариства Нової Зеландії. Він брав участь в організації воєнної програми спостережень за Капською субантарктичною експедицією 1941—1945 років. Він очолював експедицію на острови Снерс 1947 року для вивчення субантарктичних птахів. І хоч він не був офіційним членом, Фалла на короткий час брав участь у Новозеландсько-американській фіордлендській експедиції 1949 року.  Він також очолював експедицію Музею Домініону на Оклендські острови в 1962—1963 роках.
Він обіймав посади в різних музеях Нової Зеландії, включаючи посаду директора Кентерберійського музею з 1 березня 1937 року по 1947 роки і директора Музею Домініону у Веллінгтоні з 1947 по 1966 рік. Він був членом Королівської австралійської спілки орнітологів (RAOU), президентом у 1951—1952 роках.
Він описав тайфунника кліфового (Pterodroma pycrofti). Сцинк Фалла (Oligosoma fallai) названий на його честь, а також Меморіальна премія Роберта Фалли Орнітологічного товариства Нової Зеландії.
У 1953 році Фалла нагороджений Коронаційною медаллю королеви Єлизавети II. У 1959 році на честь дня народження королеви його призначили компаньйоном Ордена Святого Михайла і Святого Георгія на знак визнання його заслуг на посаді директора Музею Домініону. Під час новорічних відзнак 1973 року Фалла призначили кавалером Ордена Британської імперії за заслуги в охороні природи.